# Histoire de l'Écosse sous le Commonwealth
 (octobre 2024).
Cet article traite de l'histoire de l'Écosse sous le régime du Commonwealth d'Angleterre (1649 - 1660). Pour l'organisation contemporaine du même nom voir Commonwealth of Nations.
De février 1652 à juin 1660, le royaume d'Écosse disparaît pour être intégré au Commonwealth d'Angleterre, régime républicain dominé par le Lord-protecteur Oliver Cromwell.
En 1649, à la suite de l'exécution de Charles Ier par le parlement anglais, l'Écosse reconnaît comme roi son fils Charles II mais ses troupes sont défaites par Cromwell aux batailles de Dunbar et de Worcester. Le royaume est alors occupé par l'Angleterre. Le parlement écossais est dissout et l'ancien royaume est intégré au Commonwealth. Un nouveau soulèvement royaliste dans les Highlands est réprimé en 1653-1655. Pendant cette période l'Écosse connaît une relative prospérité en obtenant l'accès au marché anglais. La tolérance envers les protestants est étendue, y-compris les puritains.
En 1660, la marche vers le sud du général Monck contribue à la restauration de Charles II sur les trônes d'Angleterre, d'Irlande et d'Écosse. Le Commonwealth est aboli et le royaume retrouve son indépendance.